# Phultala Upazila
Phultala (bengalisch ফুলতলা) ist ein Upazila des Distrikts Khulna in der Division Khulna, Bangladesch.

## Geographie
Phultala hat 12.867 Haushalte und eine Gesamtfläche von 56,83 km².

## Demografie
Laut der Volkszählung von 1991 in Bangladesch hat Phultala eine Bevölkerung von 67.930. Männer machen 51,01 % der Bevölkerung und Frauen 48,99 % aus. Die  Einwohner über 18 dieses Upazila sind 36.368. Phultala hat eine durchschnittliche Alphabetisierungsrate von 41,1 % (7+ Jahre) und einen nationalen Durchschnitt von 32,4 %.

## Verwaltung
Phultala Upazila ist in vier Unionsräte unterteilt: Atra Gilatala, Damodar, Jamira und Phultala. Die Unionsräte  sind in 18 Mouzas und 29 Dörfer unterteilt.